# کریستن فلاگستاد
کریستن فلاگستاد (نروژی: Kirsten Flagstad; ۱۲ ژوئیهٔ ۱۸۹۵ – ۷ دسامبر ۱۹۶۲) خواننده اپرا با صدای سوپرانو دراماتیک (سوپرانو واگنری) اهل نروژ بود. از او به‌عنوان یکی از بزرگترین خوانندگان اپرا در سدهٔ ۲۰ میلادی یاد می‌شود. بسیاری از منتقدان اپرا او را «صدای قرن» نامیده‌اند.
فلاگستاد نخستین بار در ۱۹۳۳ میلادی برای شرکت در جشنواره بایرویت نامزد شد و دو سال متوالی در این جشنواره آواز خواند. پس از آن بسیار معروف گشت. پس از موفقیت‌های پی در پی، در ۱۹۳۵ نقش زیگلیند از حلقه نیبلونگ از واگنر را در اپرای متروپولیتن اجرا کرد پس از آن به نقاط مختلف آمریکا سفر نمود و در مراکز مهم اپرایی جهان به اجرا پرداخت.
در ۱۹۵۳ از ظاهر شدن بر روی صحنه کناره‌گیری کرد و تنها به پر کردن صفحه پرداخت. فلاگستاد در دسامبر ۱۹۶۲ در اسلو درگذشت. بر روی پیاده‌روی مشاهیر هالیوود ستاره‌ای به او اختصاص یافته‌است.